# نیما شاهرخ شاهی
سید نیما شاهرخ شاهی (زادهٔ ۱۷ مرداد ۱۳۶۰) بازیگر ایرانی است. او در سال ۱۳۸۲ با بازی در مکس وارد سینما شد. شاهرخ شاهی در کلاس‌های کارگردانی اصغر فرهادی شرکت کرد و دو فیلم کوتاه نیز ساخته‌است. او لیسانس مهندسی عمران دارد. 

## فیلم‌شناسی

#### مجموعه تلویزیونی
| نام مجموعه       | کارگردان        | سال  |
| ---------------- | --------------- | ---- |
| یزدان            | منوچهر هادی     | ۱۴۰۳ |
| رستگاری          | مسعود ده نمکی   | ۱۴۰۳ |
| محرمانه          | محمود معظمی     | ۱۴۰۲ |
| چرخ گردون        | جواد مزد آبادی  | ۱۴۰۲ |
| توهم مثل من      | بهرام درخشان    | ۱۴۰۲ |
| آزادی مشروط      | مسعود ده‌نمکی    | ۱۴۰۱ |
| دادستان          | مسعود ده‌نمکی    | ۱۳۹۹ |
| آدم آهنی         | رحیم بهبودی‌فر   | ۱۳۹٨ |
| دنگ و فنگ روزگار | جواد مزدآبادی   | ۱۳۹٨ |
| مینی سریال شب    | محمود مقامی     | ۱۳۹۷ |
| بیمار استاندارد  | سعید آقاخانی    | ۱۳۹۵ |
| معراجی‌ها         | مسعود ده‌نمکی    | ۱۳۹۳ |
| میلیاردر ٢       | علیرضا امینی    | ۱۳۹۱ |
| میلیاردر ١       | علیرضا امینی    | ۱۳۹۱ |
| مرد نقره‌ای       | کاظم معصومی     | ۱۳۹۰ |
| دختران حوا       | حسین سهیلی زاده | ۱۳۹۰ |
| موج و صخره       | مجید صالحی      | ۱۳۹۰ |
| ملکوت            | محمدرضا آهنج    | ۱۳۸۹ |
| فاصله‌ها          | حسین سهیلی‌زاده  | ۱۳۸۹ |
| شمس العماره      | سامان مقدم      | ۱۳۸۸ |

### فیلم ویدئویی، تلویزیونی
| فیلم ویدئویی، تلویزیونی | کارگردان        | سال  |
| ----------------------- | --------------- | ---- |
| حس خوب زندگی            | فرناز امینی     | ۱۳۹۵ |
| باج                     | بهمن گودرزی     | ۱۳۹۴ |
| سیاهچاله                |                 | ۱۳۹۱ |
| سه خط موازی             | محسن افشانی     | ۱۳۹۱ |
| عطسه‌های نحس             | محمد خراط‌زاده   | ۱۳۹۱ |
| شمال شهر جنوب شهر       | سعید عباسی      | ۱۳۹۱ |
| سفر به سینما            | کیوان صادقی     | ۱۳۹۱ |
| الاکلنگ                 | محسن منشی‌زاده   | ۱۳۹۰ |
| برزخ                    | علی توکل نیا    | ۱۳۸۹ |
| ... و اینک زندگی        | محسن ربیعی      | ۱۳۸۹ |
| یکی از ما               | نگار آذربایجانی | ۱۳۸۹ |
| شرط ازدواج              | محسن منشی‌زاده   | ۱۳۸۹ |
| رفیق فابریک             | علیرضا نجف زاده | ۱۳۸۹ |
| بند آخر                 | علیرضا امینی    | ۱۳۸۷ |
| نقطه سر خط              | میثم کزازی      | ۱۳۸۷ |

### فیلم سینمایی
| عنوان فیلم           | کارگردان         | سال  |
| -------------------- | ---------------- | ---- |
| ورود و خروج ممنوع    | امید آقایی       | ۱۳۹۸ |
| سلفی با دموکراسی     | علی عطشانی       | ۱۳۹۸ |
| مورچه خوار           | شاهد احمدلو      | ۱۳۹۸ |
| هزار سال با تو       | حسین طبیب زاده   | ۱۳۹۸ |
| تخته گاز             | محمد آهنگرانی    | ۱۳۹۷ |
| کاتیوشا              | علی عطشانی       | ۱۳۹۶ |
| داش‌آکل               | محمد عرب         | ۱۳۹۶ |
| نیوکاسل              | محسن قصابیان     | ۱۳۹۵ |
| عشقولانس             | محسن ماهینی      | ۱۳۹۵ |
| شام عاشقانه سه نفره  | جواد مزدآبادی    | ۱۳۹۵ |
| مسلخ                 | اصغر نصیری       | ۱۳۹۵ |
| جوکر                 | کیانوش عیاری     | ۱۳۹۴ |
| عشق نیکان            | فرناز امینی      | ۱۳۹۴ |
| کبریت سوخته          | کاظم معصومی      | ۱۳۹۴ |
| من و شارمین          | بیژن شیرمرز      | ۱۳۹۴ |
| سفر پرماجرا          | حجت‌الله سیفی     | ۱۳۹۴ |
| کی داده؟ کی گرفته؟   | علیرضا شاه‌حسینی  | ١٣٩٣ |
| باورم کن             | محمد حسین‌پور     | ١٣٩٣ |
| دربست                | علی خامه‌پرست فرد | ١٣٩٣ |
| قرار بعدی همان‌جا     | محسن توکلی       | ۱۳۹۲ |
| سگ‌های پوشالی         | رضا توکلی        | ۱۳۹۲ |
| آقای الف             | علی عطشانی       | ۱۳۹۱ |
| کبریت سوخته          | کاظم معصومی      | ۱۳۹۱ |
| تلفن همراه رئیس‌جمهور | علی عطشانی       | ۱۳۹۰ |
| خودزنی               | احمد کاوری       | ۱۳۹۰ |
| گیرنده               | مهرداد غفارزاده  | ۱۳۹۰ |
| شبکه                 | ایرج قادری       | ۱۳٨٩ |
| اخراجی‌ها ۳           | مسعود ده‌نمکی     | ۱۳٨٩ |
| آخرین سرقت           | پدرام علیزاده    | ۱۳٨٩ |
| پایان‌نامه            | حامد کلاهداری    | ۱۳٨٩ |
| آینه‌های روبرو        | نگار آذربایجانی  | ۱۳٨٩ |
| بی‌انتها              | امیرحسین جهددوست | ۱۳٨٩ |
| نفرین                | علی توکل‌نیا      | ۱۳٨٩ |
| دموکراسی تو روز روشن | علی عطشانی       | ۱۳۸۸ |
| ناسپاس               | حسن هدایت        | ۱۳۸۸ |
| لج و لج‌بازی          | سید مهدی برقعی   | ۱۳۸۸ |
| کیش و مات            | جمشید حیدری      | ۱۳۸۷ |
| مجنون لیلی           | قاسم جعفری       | ۱۳۸۶ |
| دایره زنگی           | پریسا بخت‌آور     | ۱۳۸۶ |
| پارک وی              | فریدون جیرانی    | ۱۳۸۵ |
| مکس                  | سامان مقدم       | ۱۳۸۲ |

### کارگردانی
| نام کار              | نوع   | سال  |
| پارادوکسیکال / تناقض | کوتاه | ۱۳۹۸ |
| مرکور کروم           | کوتاه | ۱۳۹۸ |